# Сазерленд, Грэхем Вивиан
Грэхем (Грэм) Вивиан Сазерленд (англ. Graham Vivian Sutherland, род. 24 августа 1903 года, Стретем, Лондон — ум. 17 февраля 1980 года, Лондон) — английский художник, работавший в областях экспрессионистской, абстрактной и сюрреалистической живописи. Известен также как художник-портретист.

## Жизнь и творчество
Родился в семье лондонского адвоката. Учился в колледже Эпсом (англ., 1914—1918) в Суррее, затем 3 года на железнодорожного инженера при компании Midland Railway. В 1921 году поступил в лондонскую Школу искусств Голдсмита. В период с 1921 по 1933 год занимался почти исключительно гравюрой, различными её видами. В 1923 году показал свои первые графические работы на выставке в Королевской Академии в Лондоне. В 1925 году стал членом Королевского общества графиков (исключён в 1933 году).
В 1926 году принял католицизм; 29 декабря того же года женился на Кэтлин Бэрри, своей соученице по Школе искусств Голдсмита. По окончании школы Сазерленд работал учителем рисования в школе Кингстона (1927), а затем преподавал технику графики в Школе искусств в Челси (1928—1932). С 1931 года, в связи со слабым спросом на графические работы, переключился на создание коммерческих плакатов, рисунков для тканей и керамических изделий, больше времени стал посвящать живописи. В 1933 году приехал в графство Пембрукшир (в Уэльсе), которое считал идеальным для создания пейзажей. Здесь он создал иллюстрации галлюцинационного характера под влиянием работ Уильяма Блейка и его ученика Сэмюэла Палмера.
В 1936 году Сазерленд с женой переезжают в Троттисклифф. В 1938 году состоялась первая выставка его картин в лондонской галерее Розенберг и Гельфт. С началом Второй мировой войны Сазерленд, как и другие английские мастера живописи и скульптуры (Поль Нэш, Стэнли Спенсер, Генри Мур) был мобилизован как «военный художник» на период с августа 1940 года и до окончания войны в 1945-м. В это время Сазерленд, работая в Лондоне, в отдалённых графствах Англии и во Франции, создал большое количество акварелей, зарисовок пером и карандашом. В конце войны создал свои первые композиции Кусты терновника и Колючие головы. В 1944 году получил заказ от каноника церкви Св. Матвея в Нортгемптоне и создал полное трагики изображение распятого Христа.

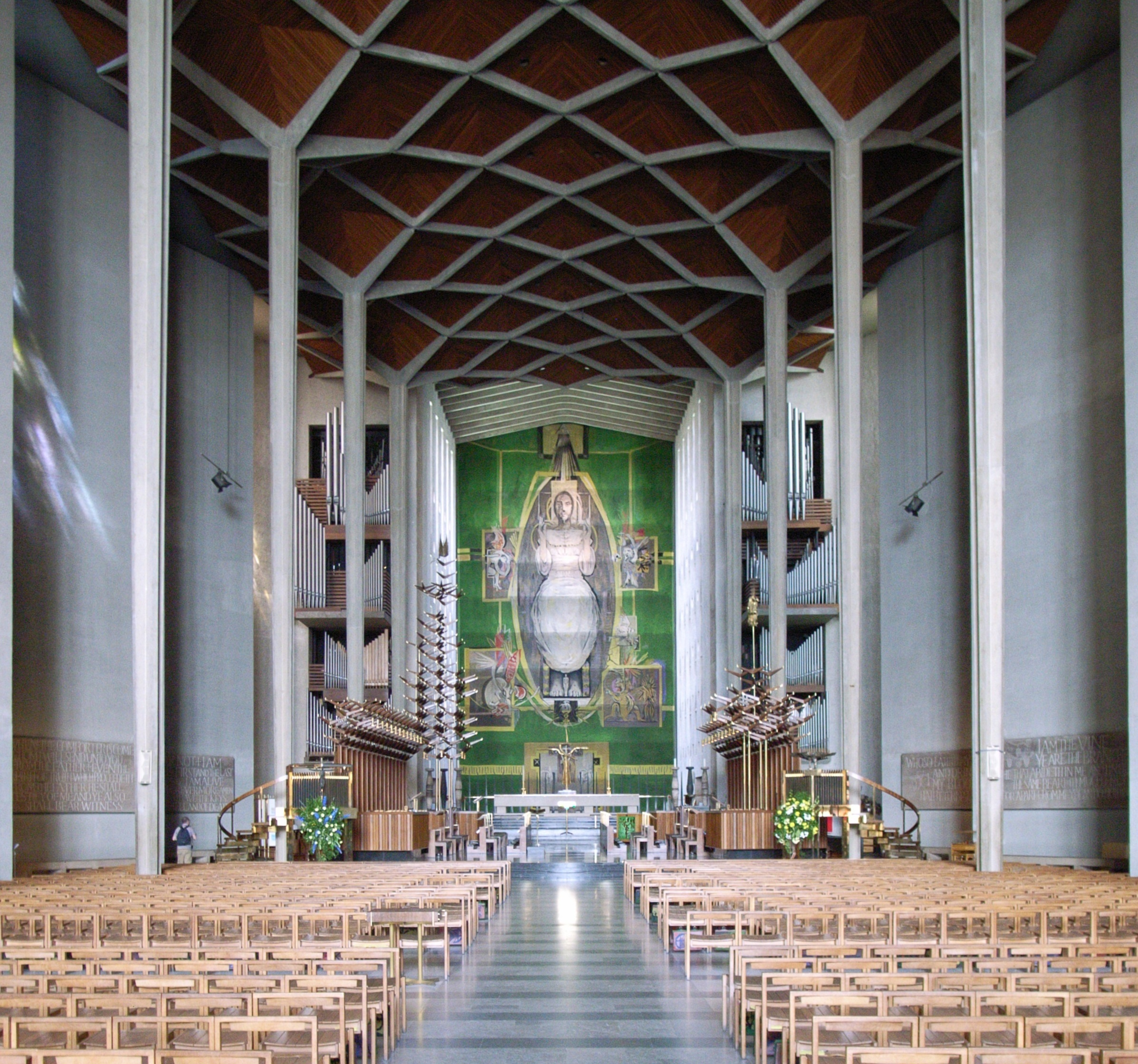
«Христос во Славе» в кафедральном соборе в Ковентри

Весной 1947 года Г. Сазерленд совершил своё первое путешествие по южной Франции, где посетил музей Пикассо в Антибе и лично познакомился с Пикассо и Матиссом. Пейзажи Лазурного берега произвели на художника сильное впечатление. В последующие годы он много времени работал на французском Средиземноморье. В 1949 году Сазерленд написал первый портрет — писателя Уильма Сомерсет Моэма. В том же году мастер стал членом Директориума лондонской галереи Тейт. В сентябре 1950 года он впервые посетил Венецию. На Венецианской биеннале в 1952 году в британском павильоне была организована выставка работ Г. Сазерленда. В 1950—1960-х годах художник зимние месяцы проводил в Англии, а остальное время года — в Ментоне, где у него была собственная Ville Blanche, летом же работал в своей мастерской в Венеции. В 1952—1961 годах Сазерленд работал над изготовлением большого гобелена Христос во Славе для восстановленного из руин после войны кафедрального собора в Ковентри. В этот период художник написал большое количество портретов, в том числе «Портрет Уинстона Черчилля» (1954), который был позже уничтожен по требованию супруги премьер-министра. Эскизы для этого портрета, тем не менее, сохранились.
В 1965 году Музей современного искусства в Турине (Galleria d’Arte Moderna) организовал первую полную выставку работ Сазерленда.
В 1960 году награждён британским Орденом Заслуг. С 1962 года — почётный доктор Оксфордского университета.